# Rebel Meets Rebel
Rebel Meets Rebel foi um projeto paralelo da banda norte-americana de heavy metal Pantera (exceto Phil Anselmo) com o músico country David Allan Coe (vocais e guitarra), Dimebag Darrell (guitarra e vocais de apoio, Rex Brown (baixo), e Vinnie Paul (bateria). As músicas foram escritas e compostas quando os músicos não estavam engajados com seus projetos principais, incluindo a turnê mundial do Pantera com seu álbum Reinventing the Steel.
Originalmente a música Rebel Meets Rebel era para ser lançado com um dueto de Coe e Phil Anselmo, outra aparição no álbum foi Hank Williams III, auxiliando nos vocais nas músicas "Get Outta' My Life", juntamente com David Allan.
O álbum homônimo foi lançado em 2 de maio de 2006, sobre a marca próprio de Vinnie Paul, Big Vin Records, após o assassinato de Dimebag Darrel em 2004

## Discografia
- Rebel Meets Rebel (2006)